# Америчка Девичанска Острва на Светском првенству у атлетици на отвореном 2019.
Америчка Девичанска Острва су учествовала на 17. Светском првенству у атлетици на отвореном 2019.  одржаном у Дохи од 27. септембра до 6. октобра шеснаести пут. Репрезентацију Америчких Девичанских Острва представљао је један атлетичар који се такмичио у трци на 400 м препоне. , 
На овом првенству такмичар Америчких Девичанских Острва није освојио ниједну медаљу нити је остварио неки резултат.

## Учесници
Мушкарци:
- Маликуе Смит — 400 м препоне

## Резултати

### Мушкарци
| Атлетичар    | Дисциплина    | Лични рекорд | Квалификације | Квалификације | Полуфинале           | Полуфинале           | Финале               | Финале       | Детаљи |
| Атлетичар    | Дисциплина    | Лични рекорд | Резултат      | Место         | Резултат             | Место                | Резултат             | Место        | Детаљи |
| ------------ | ------------- | ------------ | ------------- | ------------- | -------------------- | -------------------- | -------------------- | ------------ | ------ |
| Маликуе Смит | 400 м препоне | 51,82        | 59,45         | 8. у гр. 5    | Није се квалификовао | Није се квалификовао | Није се квалификовао | 18 / 37 (41) |        |